# Sbouya

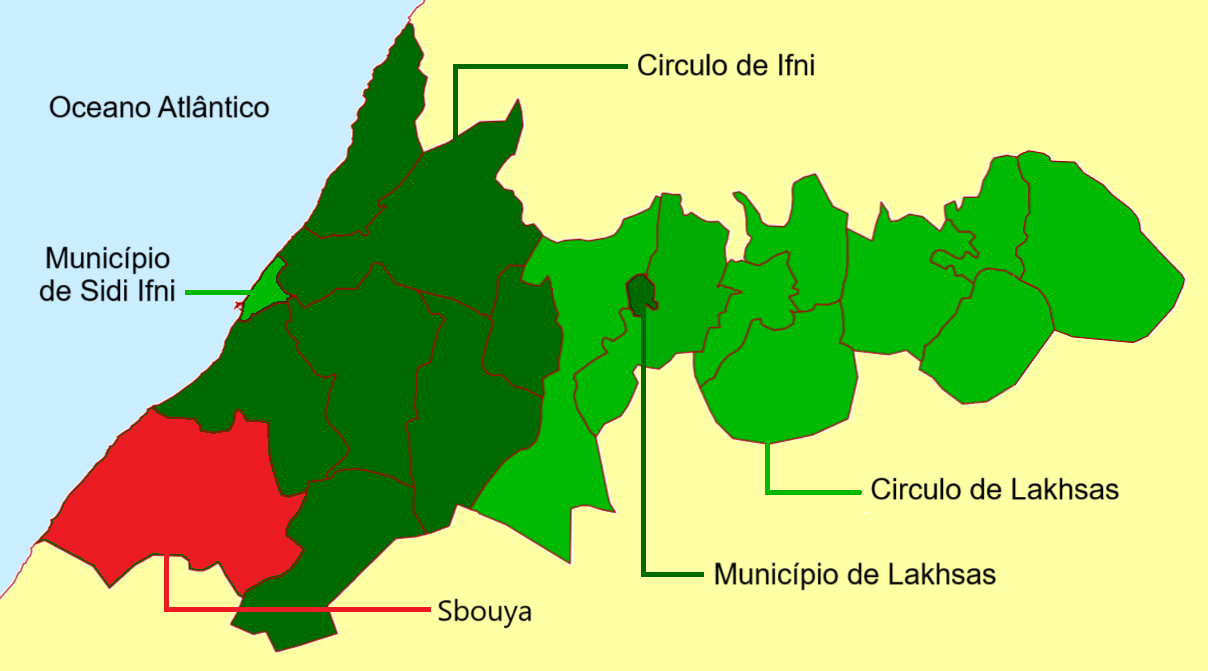
Localização da comuna, dentro da província.

Sbouya é uma comuna marroquina criada em 1961, localizada na província de Sidi Ifni, circulo de Ifni e região de Guelmim-Oued Noun. Entre 1934 e 1969 fez parte do território Espanhol do Ifni, sendo chamada de Zoco el Telata de Sbuia. Tem uma área de 335 km² e em 2014 tinha 3.944 Habitantes. Localiza-se a 36 Km da capital de província, sendo o seu relevo montanhoso e o seu clima arido. Pratica-se agricultura de sequeiro no seu território. A nível tribal a comuna é habitada pela tribo berbere dos Sbouya, da confederação dos Aït Baamrane.

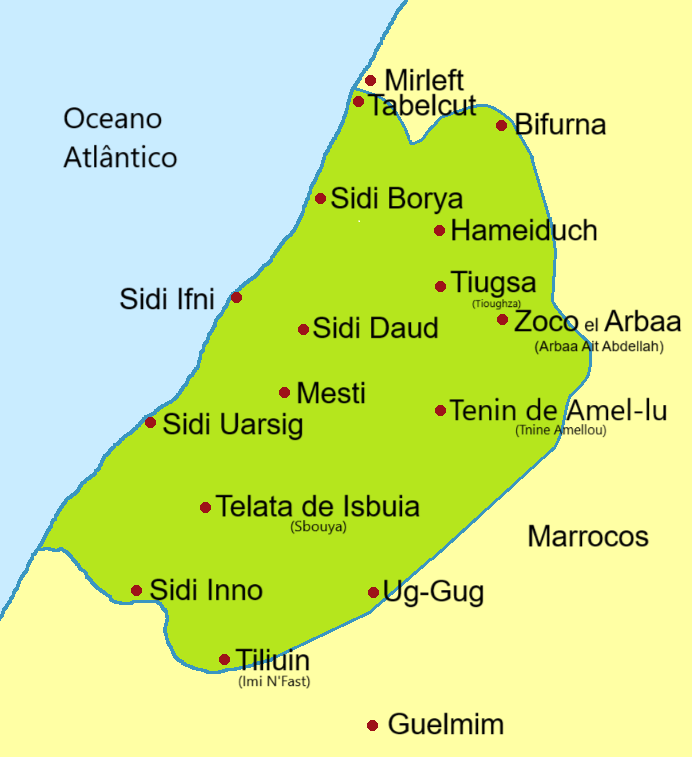
O território Espanhol de Ifni em 1957.
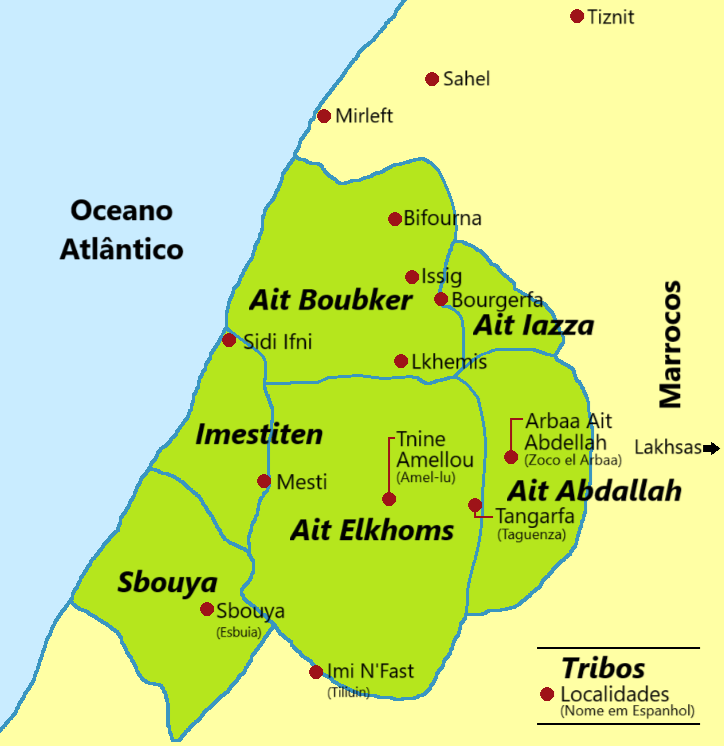
Distribuição tribal existente, no território povoado pelas tribos da confederação dos Aït Baamrane.